# Innocence + Experience Tour
El Innocence + Experience Tour fue una gira musical realizada por la banda de rock irlandesa U2 en 2015. La gira presentó el álbum Songs of Innocence, editado en 2014, y se realizó en recintos cubiertos, comenzando el 14 de mayo de 2015 en Vancouver, Canadá. El 3 de diciembre de 2014 se anunciaron las primeras fechas de la gira separadas en dos etapas, Norteamérica y Europa; y el 8 de diciembre se añadieron más fechas debido a la gran demanda recibida. Durante enero y febrero se anunciaron más conciertos. Finalmente a principios de septiembre de 2015 se anunciaron los últimos conciertos en Dublín y Belfast.
Los conciertos se estructuraron en torno a una narrativa autobiográfica suelta de "inocencia" que pasa a "experiencia", con un conjunto fijo de canciones para la primera mitad de cada espectáculo y una segunda mitad variable, separadas por un intermedio, una novedad para los conciertos de U2. El escenario se extendía a lo largo del piso del lugar y constaba de tres secciones: un segmento rectangular que representaba la "inocencia"; una etapa B circular más pequeña que representa "experiencia"; y una pasarela de conexión para representar la transición entre los dos temas. e suspendió una pantalla de video de doble cara de 96 pies de largo (29 m) encima y paralela a la pasarela; la estructura presentaba una pasarela interior entre las pantallas de video, lo que permitía a los miembros de la banda actuar en medio de las proyecciones de video. Para la gira, el sistema de sonido de U2 se trasladó a los techos del lugar y se colocó en forma de óvalo con la esperanza de mejorar la acústica mediante la distribución uniforme del sonido por todo el estadio. 
La gira Innocence + Experience fue bien recibida por la crítica. Según Billboard, la etapa norteamericana de la gira recaudó 76,2 millones de dólares en 36 conciertos con entradas agotadas. En total, la gira recaudó US $ 152,2 millones de 1,29 millones de asistentes. La fecha final de la gira, uno de los dos espectáculos de París reprogramados debido a los ataques del 13 de noviembre de 2015 en la ciudad, fue filmada para el video Innocence + Experience: Live in Paris y transmitido por la cadena de televisión estadounidense HBO. En 2018, U2 repitió la narrativa autobiográfica y la configuración del escenario de la gira para su secuela, Experience + Innocence Tour. 
En noviembre se cancelaron dos conciertos en París por los atentados yihadistas en la capital francesa, y las fechas fueron trasladadas para finalizar la gira.
En 2018 volvió la gira para la promoción del álbum Songs of Experience.

## Antecedentes
La gira anterior de U2, U2 360° Tour, visitó estadios en Europa, América del Norte, Asia, Oceanía, África y América del Sur de 2009 a 2011 y comprendió 110 espectáculos. Los conciertos presentaban a la banda tocando "en círculos" en un escenario circular, lo que permitía que la audiencia los rodeara por todos lados. Para adaptarse a la configuración del escenario, se construyó una gran estructura de cuatro patas apodada "La garra" sobre el escenario, con el sistema de sonido y una pantalla de video cilíndrica que se expande encima. Con 164 pies (50 m) de altura, fue el escenario más grande jamás construido. U2 360° concluyó en julio de 2011 como la gira de conciertos con mayor recaudación (736 millones de dólares) y la gira de conciertos con mayor asistencia (vendiendo 7,3 millones de entradas).
El 9 de septiembre de 2014, después de una brecha de cinco años y medio entre discos, U2 anunció su decimotercer álbum de estudio, Songs of Innocence, en un evento de lanzamiento de productos de Apple. Fue lanzado digitalmente el mismo día para todos los clientes de iTunes Store sin costo alguno. El lanzamiento puso el álbum a disposición de más de 500 millones de clientes de iTunes en lo que el CEO de Apple, Tim Cook, llamó "el lanzamiento de álbum más grande de todos los tiempos"; recuerdos, amores y pérdidas, mientras se rinde tributo a sus inspiraciones musicales. El vocalista principal Bono lo describió como "el álbum más personal que hemos escrito". Recibió críticas mixtas y algunos críticos y consumidores criticaron la estrategia de lanzamiento digital; l álbum se agregó automáticamente a las cuentas de iTunes de los usuarios sin su consentimiento, lo que para muchos provocó una descarga espontánea en sus dispositivos.

## Concepción
Ya en la noche de apertura de la gira U2 360° Tour en junio de 2009, Bono le dijo a su amigo/asesor de banda Gavin Friday que su próxima gira tendría que ser más íntima. Durante U2 360°, Bono y el diseñador de giras Willie Williams discutieron por primera vez ideas para su próxima aventura en vivo. Una de las sugerencias de Bono fue comenzar los espectáculos futuros con la banda tocando debajo de una sola bombilla, en contraste con la enorme estructura del escenario debajo del cual tocaron durante el 360° Tour.
Williams sabía que el diseñador de escena de U2, Mark Fisher, estaba luchando contra una enfermedad y no le quedaba mucho tiempo de vida. Como resultado, Williams invitó a la escenógrafa Es Devlin al equipo creativo de la banda en febrero de 2013. Los dos colaboraron previamente en 2009 para la etapa teatral estadounidense del Monster Ball Tour de Lady Gaga y en 2012 para la producción de Complicite de The Master and Margarita. Williams también invitó a Ric Lipson, colega de Fisher en la firma de diseño Stufish Entertainment Architects, basándose en experiencias positivas con él en proyectos anteriores.

La primera reunión de producción entre U2 y su equipo creativo para el Innocence + Experience Tour se llevó a cabo en marzo de 2013 en el sur de Francia, durante lo que Williams llamó un "fin de semana loco". Durante esta primera reunión, Williams, Devlin y Lipson crearon un álbum de recortes que sirvió como "guía de estilo" para la presentación de la gira, que constaba de recortes, dibujos y pinturas. Aunque Songs of Innocence todavía estaba en progreso en ese momento y aún no tenía un título, la narrativa autobiográfica que caracterizaría el álbum ya era una idea impulsora para su gira. La banda quería contar la historia de su adolescencia en Dublín en la década de 1970 y cómo "trataban de descubrir cómo encajaban en el mundo a menudo violento y perturbado fuera" de sus hogares. El manifiesto de la gira se resumía en dos frases: "No puedo cambiar el mundo, pero puedo cambiar el mundo en mí" y "Puedo cambiar el mundo, pero no puedo cambiar el mundo en mí". El primero es una letra de la canción de 1981 de la banda "Rejoice" y representa la mentalidad de un Bono adolescente que se siente impotente para marcar la diferencia en un mundo plagado de problemas, que en cambio ve los cambios psicológicos personales como una posibilidad; la segunda frase representa la comprensión moderna de que la misma persona podría marcar una diferencia en el mundo a través de esfuerzos filantrópicos pero aun así luchar con las complejidades del cambio interno. Devlin dijo: "El espacio entre estas dos declaraciones es el territorio del álbum y del espectáculo". La banda tenía la intención de organizar espectáculos en parejas y alternar la lista de canciones entre motivos de "inocencia" y "experiencia" noche a noche. Williams dijo: "El ingenio de esta gira está en las ideas, no en el hardware".
"Pero la presunción aquí es fusionar consistentemente las dos etapas, en cierto sentido, y comprometer todo el espacio visual, sonora y temáticamente, a través de la interacción de muchos otros opuestos extrapolados del central. Estos incluyen pasado y presente, oscuridad y fama, paz y guerra, audiencia y banda, punk y estadista, activismo de base y filantropía corporativa, acción en vivo y animación. Básicamente, donde la banda vio una división percibida, trató de erosionarla".

—Ben Ratliff de The New York Times
La banda y su equipo creativo enfocaron las reuniones iniciales en lo que querían comunicar a la audiencia y cómo hacerlos sentir. Después de definir el arco temático del espectáculo, la escenografía comenzó a tomar forma. Devlin explicó el enfoque del equipo creativo al diseñar el escenario multifacético: "Queríamos responder a la geometría de una arena: todo ese aire ovalado, cómo energizar toda la masa de aire en esos espacios para que la atmósfera llegue a todos en la sala por igual". A Williams le resultó beneficioso colaborar con dos firmas separadas, la compañía de Devlin y Stufish, en el escenario debido a sus métodos de trabajo contrastantes. El equipo de Devlin creó modelos físicos, mientras que el equipo de Lipson hizo animaciones y colaboró con Tait en los dibujos de construcción. Fisher no pudo asistir físicamente a ninguna reunión después de la primera, pero ocasionalmente realizó videoconferencias con el equipo creativo a través de Skype. En la reunión final a la que asistió antes de su muerte en junio de 2013, Bono le pidió al equipo que pensara en un objeto que pudiera simbolizar a U2 e incorporarlo al diseño del escenario. Fisher sugirió una cruz, una idea que se implementaría en algunos de los accesorios de iluminación del escenario.
Muchas de las ideas originales de la banda fueron demasiado costosas de realizar. Una de esas propuestas era tener cuatro "salas voladoras" que se moverían alrededor de la arena y presentarían proyecciones internas de los miembros de la banda; en cambio, la idea se volvió a imaginar como imágenes de video de un joven Bono que intenta escribir una canción en su habitación. Otra idea descartada fue hacer estallar una bombilla gigante sobre el escenario B para liberar chatarra y muebles de la década de 1970; esto también se volvió a imaginar a través de imágenes de video, con una representación digital de una bombilla rompiéndose para liberar un tsunami. Williams y otro personal querían eliminar los búnkeres de la línea de fondo que ocultaban al personal y al equipo en el escenario, pero finalmente concedieron mantenerlos por razones estéticas. Incapaz de reducir más los búnkeres debido a la cantidad de recursos necesarios para producir los conciertos de U2, Williams adoptó un enfoque temático del problema al seleccionar un escenario principal que se remontara a los años "inocentes" de la banda; es el mismo escenario principal que se utilizó en su gira Joshua Tree Tour de 1987. El resumen creativo de Innocence + Experience Tour se firmó en diciembre de 2013, con la intención de comenzar la gira a principios de 2014, pero finalmente se retrasó hasta el año siguiente, lo que llevó a un período de diseño extendido de dos años. El equipo creativo se reagrupó en julio de 2014 para reanudar el desarrollo de la gira.
Cuando el equipo creativo de U2 se reunió el 8 de febrero de 2015 en Lititz, Pensilvania, descubrieron que la producción tal como estaba diseñada en ese momento requeriría 225 000 lb (102 000 kg) de equipo para colgar de los techos del lugar, superando su límite de 180 000 lb (82 000 kg). En ese momento, el diseño de sonido se basó en el modelo de altavoz i-5 de Clair Global y pesaba 78 600 lb (35 700 kg) en total. El diseñador de sonido de U2 desde hace mucho tiempo, Joe O'Herlihy, produjo un diseño revisado utilizando el modelo de altavoz Cohesion CO-12 de la compañía, lo que redujo el peso del sistema de sonido a 44,200 lb (20,000 kg). Aunque se suponía que la producción del CO-12 no comenzaría hasta septiembre de 2015, Clair pudo producir el modelo de altavoz a tiempo para el lanzamiento de la gira en mayo.

## Escenografía y producción de espectáculos
El decorado fue diseñado por Ric Lipson y Es Devlin bajo la dirección creativa de Willie Williams. El escenario se extendía a lo largo del piso del lugar y comprendía múltiples secciones. En un extremo del lugar estaba el escenario principal rectangular, que se iluminaba como una "I" para representar la "inocencia" y medía 60 pies (18 m) de ancho por 32 pies (9,8 m) de profundidad, con un área de actuación de 35 pies (11 m) de ancho por 22 pies (6,7 m) de profundidad. En el otro extremo había un escenario B circular más pequeño, que se iluminaba como una "e" para representar "experiencia" y medía 24 pies (7,3 m) de diámetro. Conectando los dos escenarios había una pasarela de 37 m (120 pies) de largo destinada a representar la transición entre sus dos temas. Se incorporó un piano abatible en el escenario B, con el elevador diseñado para desplegar el instrumento 90 grados como la apertura de un libro, en lugar de levantarlo directamente hacia arriba.
Una "jaula de video" larga y rectangular estaba suspendida encima y paralela a la pasarela. La estructura, provista por SACO Technologies en conjunto con PRG Nocturne, presentaba pantallas de video LED en las dos caras más grandes que medían 96 pies (29 m) de ancho por 22,5 pies (6,9 m) de alto, cada una con 240 pantallas semitransparentes SACO V-Thru paneles de video. El cableado de los paneles estaba contenido dentro de los rieles de soporte, que se colocaron a 6 pies (1,8 m) de distancia. Una pasarela interior entre las pantallas de video, accesible por una escalera cinética,[24] permitió a los miembros de la banda actuar en medio de las proyecciones de video. Toda la estructura estaba sostenida por ocho polipastos Tait Nav de 3000 kilogramos (6600 lb) que podían moverla verticalmente 7 metros (23 pies) en 30 segundos. U2 y su equipo creativo se refirieron colectivamente a la pasarela y la pantalla de video como la "división", ya que dividieron el lugar. Cuando se bajó a la pasarela, actuó como una barrera que separaba a los miembros de la audiencia en las mitades opuestas del lugar. La banda vio la "división" como una metáfora de las líneas tribales que separan las ciudades y de cómo las propias acciones de la banda ocasionalmente dividían a sus fans. Originalmente, se suponía que la pantalla de video sería 24 pies más larga para coincidir con la longitud de la pasarela, pero combinada con el peso ya extenso del otro equipo, habría hecho que la gira fuera poco práctica. En total, se montaron 172 000 libras (78 000 kg) de equipo de los techos del lugar, lo que lo convierte, en palabras de Lipson, en "uno de los espectáculos de arena más pesados de la historia".
Debido a la cantidad de espacio cubierto por la puesta en escena y a que los miembros de la banda a menudo estaban dispersos, se consideró inadecuado un sistema de megafonía tradicional cargado al frente en un extremo de la arena. O'Herlihy trabajó con Clair Global para repensar cómo crear un sistema de sonido para estadios. Como resultado, el sistema de sonido de U2 se movió a los techos del lugar y se colocó en un óvalo. El sistema presentaba 12 conjuntos de altavoces Clair Cohesion CO-12, cada uno de los cuales contenía diez gabinetes de altavoces de 132 libras (60 kg). Para downfill y frontfill, se colgaron ocho conjuntos de altavoces Clair Cohesion CO-8, cada uno de los cuales contenía cuatro gabinetes de 53 libras (24 kg). Para el bajo, había ocho arreglos de tres subwoofers Clair Cohesion CP-218. Además, se colgaron 24 gabinetes Clair i-3 para proyectar el sonido en la parte trasera del escenario principal. En total, se utilizaron más de 200 gabinetes. La banda esperaba que el nuevo arreglo mejorara la acústica al distribuir uniformemente el sonido por toda la arena. O'Herlihy dijo: "Nos permite proyectar la música sin que esté muy alta". Williams dijo que un efecto secundario positivo de la reubicación de los altavoces fue la reducción del desorden visual en el escenario. La estación de mezclas del frente de la casa se colocó dentro de los asientos de la audiencia, desde donde O'Herlihy operó una consola de mezclas digital DiGiCo SD7, con una segunda que reflejaba su trabajo para la redundancia en caso de falla.
La cantidad de posibles áreas de actuación en el escenario, así como el tamaño de la jaula de video, dictaron el sistema de iluminación. Se suspendieron tres trusses sobre el escenario principal que albergaba solo 16 dispositivos de iluminación, con trusses adicionales a lo largo del borde del piso de la arena. Los accesorios de iluminación más utilizados fueron PRG Best Boys y Bad Boys, que proporcionaron iluminación tanto de lavado como puntual. Con el deseo de minimizar la cantidad de luminarias utilizadas, Williams las eligió debido a su rendimiento y distancia de proyección. Debido a la falta de un "frente de la casa" tradicional, a Williams le preocupaba cómo manejaría los focos, pero finalmente decidió usar un anillo de focos Bad Boy de armazón con las bombillas más brillantes que podrían usarse sin derretirse. La iluminación del escenario principal pretendía evocar un club de punk rock de finales de la década de 1970 y principios de la de 1980, una época y un lugar que proporcionaron el escenario temático para el comienzo de los espectáculos de Innocence + Experience. Se incorporó iluminación adicional en la parte inferior de la jaula de video.
Entre los accesorios de iluminación característicos del set se encontraban los "tubos enjaulados", que estaban destinados a parecerse a las luces fluorescentes que se encuentran en los pasos subterráneos o baños públicos. Williams originalmente quería usar luces fluorescentes reales, pero se convenció de lo contrario debido a los riesgos de interferencia de radiofrecuencia (RF) que planteaban. En su lugar, se utilizaron facsímiles de LED blancos, cada uno con un solo circuito y un color. Los tubos se dejaron encendidos continuamente durante la primera media hora del espectáculo para ayudar a definir el entorno del club punk. Más tarde, cuando se bajó la jaula de video, se iluminaron tubos adicionales a lo largo de la pasarela para crear un paso subterráneo intimidante. Hacia el final del espectáculo, los tubos aparecieron en orientaciones tanto horizontales como verticales, creando cruces desde ciertas perspectivas en el lugar.
Los conciertos fueron grabados digitalmente por 28 cámaras HD, tanto operadas por humanos como robóticas, recopilando alrededor de 500 gigabytes de audio/video por hora, aproximadamente un terabyte (TB) por espectáculo. Para manejar sus necesidades de almacenamiento de datos, U2 usó varios productos de EMC Corporation, la primera vez que la compañía tenía un cliente musical.
Para archivar material de archivo sin comprimir y acceder a él a pedido durante la producción de los espectáculos, el personal de la gira utilizó una unidad de almacenamiento flash portátil EMC VNXe3200 con un valor aproximado de US$25,000. Estaba configurado con 22,9 TB de almacenamiento, pero se podía ampliar hasta 450 TB. Después de cada espectáculo, el personal de la gira utilizó un sistema EMC Data Domain 2500 para realizar copias de seguridad de las imágenes. Con un almacenamiento de hasta 6,6 petabytes y un rendimiento por hora de 13,4 TB, el sistema Data Domain podría completar una copia de seguridad nocturna antes de que el equipo desmontara el escenario. En giras anteriores, U2 se basó en unidades flash USB para el almacenamiento. Las imágenes de video se cargaron en las pantallas de video del set con dos servidores de medios d3 Technologies d3 4×4. Debido a la necesidad de cargar videos sobre la marcha, todo el almacenamiento estaba conectado en red localmente, ya que una configuración de almacenamiento en la nube habría aumentado la latencia. La solución de EMC cumplió con ciertos requisitos dictados por la banda, tales como: movilidad a través de un factor de forma de caja de vuelo; almacenamiento ampliable; y la capacidad de manejar grandes cargas de datos de muchas cámaras.
El contenido del video fue proporcionado por dos artistas: Oliver Jeffers, un ilustrador de libros para niños, creó los dibujos con tiza y los collages para el acto de "inocencia" del espectáculo; Jeff Frost, un artista digital de Utah, creó las imágenes para el acto de "experiencia". Después de que Williams se acercó a Frost acerca de cómo representar la "red neuronal de la humanidad" en el espectáculo, el artista viajó al Gran colisionador de hadrones del CERN en Suiza para capturar imágenes de colisión de partículas. Frost también creó videos de lapso de tiempo de paisajes desérticos, ilusiones ópticas pintadas en casas abandonadas y paisajes urbanos. Una de sus técnicas es lo que él llamó "pintura de luz inversa", que consiste en mover una cámara frente a las luces en lugar de al revés. Frost desarrolló las imágenes basándose en las sugerencias iniciales de Williams y los comentarios diarios mientras probaba las imágenes en los ensayos durante varias semanas.
Varios otros miembros del personal participaron en la producción de la gira. Sparky Risk y Alex Murphy como directores de iluminación. Jake Berry repitió su papel como gerente de producción de U2 durante mucho tiempo para la gira. También formaban parte del personal el director de video Stefaan "Smasher" Desmedt y el productor de contenido de video Ben Nicholson. El set fue construido por Tait.

## Planificación, itinerario y emisión de boletos
Después de meses de especulaciones sobre una gira, la banda anunció la gira Innocence + Experience Tour el 3 de diciembre de 2014. Inicialmente, se programaron 44 espectáculos en 19 ciudades de América del Norte y Europa a partir de mayo de 2015, con planes de espectáculos en sus ciudades natales, Dublín anunciado pero no finalizado en ese momento. Las fechas se reservaron predominantemente en pares para cada mercado. Los boletos de preventa para la gira se ofrecieron a los miembros del club de fans de U2 el 4 de diciembre de 2014 antes de salir a la venta al público en general el 8 de diciembre. En contraste con el U2 360° Tour, en el Innocence + Experience Tour, U2 tocó en estadios, su primera vez desde su Vertigo Tour de 2005 a 2006. Las fechas iniciales de la gira se agotaron, lo que llevó a Live Nation a extenderla con fechas adicionales. En marzo de 2015 se anunció un acuerdo de patrocinio con la empresa de computación en la nube Salesforce.com, por un valor de 12 millones de dólares.
El grupo pasó un mes ensayando en el Pacific Coliseum de Vancouver antes del espectáculo de apertura de la gira en la ciudad el 14 de mayo de 2015. Durante este período, decidieron abandonar sus planes de alternar entre las listas de canciones de "inocencia" y "experiencia" de un espectáculo a otro, por temor a que los asistentes al concierto se sintieran decepcionados por la omisión de ciertas canciones en una noche determinada.
El 9 de septiembre de 2015, la banda anunció una extensión de seis fechas para la etapa europea de la gira, programando dos shows en Belfast y cuatro shows en Dublín. Para adaptarse a los pequeños lugares disponibles en Irlanda, el grupo se vio obligado a reconfigurar la producción del programa. La banda donó 2 millones de euros de la venta de entradas irlandesas a Music Generation, un programa local de educación musical para niños. En total, se programaron 76 espectáculos para la gira.

### Complicaciones
El 16 de noviembre de 2014, Bono resultó herido en un "accidente de bicicleta de alta energía" en Central Park en la ciudad de Nueva York. Sufrió fracturas en el omóplato, el húmero, la órbita y el dedo meñique, lo que requirió cinco horas de cirugía en el Departamento de Emergencias del NewYork–Presbyterian Hospital/Weill Cornell Medical Center. Bono dijo que no estaba seguro de que alguna vez pudiera volver a tocar la guitarra. La lesión obligó a la banda a cancelar una aparición como cabeza de cartel en KROQ Almost Acoustic Christmas, así como una residencia de una semana como invitada musical en The Tonight Show Starring Jimmy Fallon.
Días antes de la apertura de la gira del 14 de mayo de 2015 en Vancouver, el padre del baterista Larry Mullen Jr. murió en Irlanda, lo que puso en duda el estado del espectáculo. Mullen voló a casa para el funeral y regresó a Vancouver a tiempo para el concierto. En la noche de apertura, durante la interpretación de la banda de la canción final "I Still Haven't Found What I'm Looking For", el guitarrista Edge se cayó de la pasarela del escenario mientras tocaba la guitarra y se dirigía a la salida. Escapó por poco de lastimarse, solo se raspó el brazo.
Dennis Sheehan, gerente de gira del grupo desde 1982, murió en Los Ángeles el 27 de mayo de 2015 mientras estaba de gira con la banda. Tenía 68 años. ono dijo: "Perdimos a un miembro de la familia, todavía lo estamos asimilando. No era solo una leyenda en el negocio de la música, era una leyenda en nuestra banda. Es insustituible".
El espectáculo del grupo del 20 de septiembre de 2015 en Estocolmo se pospuso hasta más tarde esa semana después de una brecha de seguridad en la arena que obligó a la policía a evacuar el edificio y buscar a un sospechoso. Menos de dos meses después, los ataques en París el 13 de noviembre obligaron a posponer dos de los shows de U2 en la ciudad programados para el 14 y 15 de noviembre; fueron reprogramados para el 6 y 7 de diciembre, convirtiéndolos en las fechas finales. de la etapa europea de la gira. Según el productor de la gira Arthur Fogel, se solicitaron reembolsos "mínimos" (3.000 de las 34.000 entradas vendidas). La reprogramación planteó desafíos logísticos para la banda, ya que se suponía que la gira terminaría en Dublín más de una semana antes de las nuevas fechas en París, y los miembros del equipo y el equipo estaban listos para dispersarse. Se reforzó la seguridad de la arena para los espectáculos reprogramados. Escribiendo sobre el plan de U2 para regresar a un París aún en alerta máxima, Don Kaplan del New York Daily News dijo: "La banda de Dublín, nacida en el crisol de violencia que se apoderó de Irlanda en las décadas de 1970 y 1980, ha colaborado durante mucho tiempo con otros músicos, artistas, celebridades y políticos para abordar problemas relacionados con la pobreza, la enfermedad y la injusticia social. Que ahora hayan optado por desafiar el terrorismo y el miedo no debería sorprender absolutamente a nadie".

### Gira secuela
U2 originalmente comenzó la gira Innocence + Experience Tour con la intención de hacer una gira en dos fases, una con material tomado principalmente de Songs of Innocence y otra con material que eventualmente comprendería su seguimiento, Songs of Experience. El bajista Adam Clayton dijo: "Para cuando terminamos la gira Innocence y completamos el círculo para centrarnos en el álbum [Songs of Experience], estaba claro que no íbamos a poder convertirlo rápidamente en el lado Experience de el material y volver a sacarlo de gira". Cuando se le preguntó acerca de los planes para continuar con el Innocence + Experience Tour después del Joshua Tree Tour 2017, The Edge dijo: "Sentimos que esa gira no había terminado. ahora, nos encantaría terminar esa gira. Me imagino que será con componentes de producción muy similares... Pero nos gusta esa gira y ese proyecto no se completó. Todavía está vivo en nuestras mentes creativamente". El 1 de noviembre de 2017, la banda anunció el Experience + Innocence Tour como una continuación del Innocence + Experience Tour, con conciertos en América del Norte y Europa en 2018 para apoyar Songs of Experience.

## Resumen del espectáculo
Los espectáculos del Innocence + Experience Tour consistieron en dos actos separados por un breve intermedio, el primero para los conciertos de U2, con un bis al final. Los espectáculos comenzaron con la banda subiendo al escenario acompañada por la canción de Patti Smith "People Have the Power" sonando por megafonía. El primer acto comenzó con U2 interpretando "The Miracle (of Joey Ramone)", seguido de una mezcla de las primeras pistas del grupo (como "Gloria", "The Electric Co." y "Out of Control") y luego " Vertigo" y "I Will Follow". Estas canciones se tocaron debajo de una sola bombilla colgante, que se inspiró en la decoración del dormitorio de la infancia de Bono y pretendía ser una metáfora de la intimidad y la inocencia de los primeros años de la banda. The Edge dice que esta parte del programa representó a "U2 despojado del momento de inocencia de la banda, refiriéndose a esos primeros años en los que nos formamos e influenciamos por la música de finales de los 70 y principios de los 80, la música post-punk y punk". Después de cuatro canciones, la banda exploró más explícitamente su adolescencia, comenzando con "Iris (Hold Me Close)", que Bono escribió sobre su madre, quien murió cuando él tenía 14 años. La pantalla de video del set mostró imágenes de videos caseros antiguos de ella intercalados con imágenes de estrellas, haciendo coincidir la letra de la canción que compara su influencia en Bono a lo largo del tiempo con la luz de una estrella muerta hace mucho tiempo.
Para "Cedarwood Road", escrita sobre la calle de Dublín en la que creció Bono, el cantante subió a la jaula de video y actuó en medio de la animación de la calle de su infancia, dando la apariencia de que caminaba por ella. Las imágenes pasaron a una representación interior de la casa de la infancia de Bono para "Song For Someone", que fue escrita como una canción de amor para su esposa Ali. Las imágenes mostraban al hijo de Bono interpretando una versión infantil del cantante tratando de escribir una canción. Posteriormente, se interpretaron dos canciones que revisitan The Troubles. Para "Sunday Bloody Sunday", los cuatro miembros de la banda actuaron en la pasarela divisoria, con el baterista Larry Mullen, Jr. tocando solo una caja. La canción fue seguida por "Raised by Wolves", que fue escrita sobre los atentados con bombas en Dublín y Monaghan de 1974; durante las funciones, la pantalla de video mostraba imágenes de las 33 víctimas. Para la canción final del primer acto, "Until the End of the World", Edge actuó dentro de la pantalla de video, mientras que Bono, a través de su proyección de video en la pantalla, intentó interactuar con su compañero de banda. Durante la conclusión de la canción, la pantalla de video mostraba una bombilla rompiéndose para liberar un tsunami que arrasó con la "inocencia" de Cedarwood Road, mientras que las páginas de Ulises, El señor de las moscas, los Salmos y Alicia en el país de las maravillas cayeron del suelo. el techo del lugar como confeti.
Después del intermedio, el segundo acto comenzó con la interpretación de "Invisible" como una recreación del Muro de Berlín en la pantalla de video que se disuelve para revelar a U2 por dentro. El grupo permaneció dentro de la pantalla para interpretar la mitad de "Even Better Than the Real Thing" antes de emerger para terminar la canción en el escenario. Para la siguiente secuencia, que comenzó con "Mysterious Ways", la banda actuó en el escenario B y el espectáculo fue filmado por un fan en el escenario con un teléfono móvil para transmisión en vivo en línea a través de la aplicación móvil Meerkat. Estas actuaciones también se proyectaron en las pantallas de video del set. Las transmisiones en vivo se usaron por primera vez durante los shows de U2 en Phoenix y Los Ángeles. Por lo general, se tocaba "Elevation" o "Desire" a continuación, aunque U2 a veces alternaba canciones en su lugar en diferentes conciertos, como "Ordinary Love" y "Volcano".  
Tras la muerte de B.B. King en mayo de 2015, la banda tocó "Angel of Harlem" y "When Love Comes to Town" para honrar al cantautor con el que trabajaron para Rattle and Hum. Se tocó una versión acústica de "Every Breaking Wave" desde el escenario electrónico, con solo Edge al piano y la voz de Bono. Durante la etapa europea, Bono y the Edge tocaron "October" después de "Every Breaking Wave". Para "Bullet the Blue Sky", el cantante reinterpretó temáticamente la canción, modificando el pasaje hablado de la mitad de la canción para que fuera una crítica del Bono moderno y sus excesos por parte de su yo más joven. Hacia el final de la canción durante las actuaciones en América del Norte, dijo: "Manos arriba, soy estadounidense" y "No puedo respirar, soy estadounidense", abordando los disturbios civiles en las comunidades estadounidenses causados por la violencia policial. contra los afroamericanos. Durante la etapa europea, Bono reemplazó este segmento con súplicas de resolución de la crisis de refugiados sirios, junto con un fragmento de "Zooropa" recontextualizado por la crisis que siguió a "Where the Streets Have No Name". Las actuaciones de "Pride (In the Name of Love)" fueron preludidas por un fragmento extendido de "The Hands That Built America". "With or Without You" se tocó al final del segundo acto, y el grupo a menudo barajaba su posición en la lista de canciones.   
Durante el bis en América del Norte, U2 tocó "City of Blinding Lights", "Beautiful Day" y ocasionalmente "Bad". De un programa a otro, U2 alternó entre "I Still Haven't Found What I'm Looking For", "One" y, más raramente, "40", como canción de cierre. El espectáculo de apertura marcó el primer concierto de la gira de U2 en el que no tocaron "One" desde su debut en vivo en 1992 en el Zoo TV Tour.

### Apariciones de invitados
Varios invitados se unieron a U2 en el escenario durante sus presentaciones en la ciudad de Nueva York. El 22 de julio de 2015, el presentador de The Tonight Show, Jimmy Fallon, interpretó "Desire" con el grupo; Fallon interpretó previamente la canción en su programa con la banda de su casa, The Roots, en una imitación de Bono después de que U2 cancelara una residencia de una semana en el programa en noviembre de 2014 debido a la lesión de Bono. Después de la actuación de Fallon Innocence + Experience con U2, los Roots los acompañaron en "Angel of Harlem", tal como lo hicieron cuando U2 tocó la canción en The Tonight Show en mayo de 2015. El 26 de julio de 2015, Lady Gaga se unió a la banda para tocar el piano y cantar "Ordinary Love". Durante un día libre el 29 de julio, Edge y Clayton hicieron una aparición sorpresa en la fiesta del vigésimo aniversario del sitio de fans de la banda @u2, y se unieron a un acto tributo a U2 interpretando "Where the Streets Have No Name" y "Out Of Control". El 30 de julio, Paul Simon se unió a U2 para tocar su canción "Mother and Child Reunion", que habían estado reproduciendo regularmente durante las giras. El 31 de julio, fecha final de la etapa norteamericana de la gira, Bruce Springsteen acompañó a la banda en las interpretaciones de "I Still Haven't Found What I'm Looking For" y "Stand By Me".
Para el show del 5 de septiembre de U2 en Turín, Zucchero actuó como estrella invitada en la interpretación de "I Still Haven't Found What I'm Looking For". Noel Gallagher hizo lo mismo para el show de la banda el 26 de octubre en Londres, mientras los ayudaba a hacer una versión de "All You Need Is Love" de los Beatles. Patti Smith se unió a U2 en dos ocasiones para hacer una versión de su canción "People Have the Power": en Londres el 29 de octubre de 2015 y en París el 6 de diciembre de 2015 para la primera de las fechas reprogramadas de la banda en la ciudad. Para el show de clausura de la gira el 7 de diciembre en París, U2 estuvo acompañado en el escenario por Eagles of Death Metal, quienes regresaban a la ciudad por primera vez desde su show en el Bataclan el 13 de noviembre de 2015, donde los más letales de ese día. Se produjeron atentados en París que mataron a 89 personas. Las dos bandas interpretaron una versión de "People Have the Power" antes de que Eagles of Death Metal concluyera el espectáculo con su canción "I Love You All the Time".
La banda había estado invitando a los fanáticos al escenario para actuar con ellos a lo largo de su carrera, e hicieron de esto una ocurrencia regular en el Innocence + Experience Tour. Los artistas invitados incluyeron un tributo a U2 y un imitador de Elvis. Antes de la gira, Bono dijo: "Lo que estaba en el corazón del punk rock para nosotros era el deseo de comunicarnos en igualdad de condiciones con tu audiencia, lo que significa que no hay división entre tú y la gente que viene a verte".

## Retransmisión de conciertos
En noviembre de 2015, se programó la emisión de dos películas sobre la gira en la cadena de televisión estadounidense HBO, pero ambas se pospusieron. El primero fue una película de concierto titulada Innocence + Experience: Live in Paris, originalmente planeada para transmitirse el 14 de noviembre para mostrar una actuación en AccorHotels Arena en París desde ese mismo día. Sin embargo, los ataques terroristas en París el día anterior obligaron a posponer la actuación de U2 y la transmisión hasta el 7 de diciembre. El concierto se lanzó en DVD, Blu-ray y mediante descarga digital el 10 de junio de 2016. La segunda película, un documental de la gira detrás de escena que presenta entrevistas con la banda y el personal de la gira, originalmente estaba programada para transmitirse el 7 de noviembre, una semana antes de la fecha de transmisión del concierto original, pero también se pospuso. El documental estaba programado para ser dirigido por Davis Guggenheim, quien previamente trabajó con Edge para el documental It Might Get Loud (2008) y con U2 para From the Sky Down (2011).

## Recepción

### Respuesta crítica
La gira Innocence + Experience fue bien recibida por la crítica. Philip Cosores de Consequence of Sound, al revisar un programa de Los Ángeles, dijo: "U2 era en todo momento las estrellas de rock descaradas, bulliciosas y más grandes que los fanáticos esperarían, o incluso desearían". Felicitó al programa por sentirse íntimo y dijo que las interpretaciones de las nuevas canciones "argumentaban que quizás la producción más reciente de U2 recibió una sacudida injusta de los críticos más interesados en atacar el método de lanzamiento del nuevo álbum que las canciones reales". Greg Kot, del Chicago Tribune, elogió el programa y escribió: "Las imágenes, el sonido y la secuencia se sincronizaron para contar una historia, pero fue una historia basada en canciones que involucran emociones presentadas con un mínimo de alboroto". Kot, que criticó Songs of Innocence, pensó que las canciones del álbum se redimían con sus presentaciones en vivo y dijo: "Es tentador pedir una repetición del último álbum [de U2]... después de presenciar este espectáculo. A pesar de la superficies planas y resbaladizas, el cuarteto irlandés hizo de su último material la pieza central de su gira actual". Jim DeRogatis de WBEZ escribió: "U2 ha recuperado su mojo". A pesar de las dudas sobre U2 después de su gira anterior y el lanzamiento de Songs of Innocence, las cuatro canciones iniciales de la banda de un espectáculo en Chicago "lo convencieron de que U2 es tan feroz, centrado y sensato como siempre". DeRogatis creía que "las nuevas canciones eran mucho más contundentes y mucho más emotivas que las versiones insípidas y sobreproducidas registradas".
Ben Ratliff de The New York Times calificó la producción de grandiosa, pero consideró que el concierto fue un "logro, integrado y firme". En comparación con las versiones del álbum de las nuevas canciones de la banda, Ratliff dijo que sus presentaciones en vivo tenían una "autoridad sorprendente" y una "sangre más fuerte". Ratliff concluyó su reseña: "El hambre de U2 por combinar e incluir solo se ha vuelto mayor; el triunfo del concierto fue encontrar una justificación ordenada y completa para ello". Rob Hastings de The Independent llamó al concierto de Londres "uno de los más inolvidables espectáculos de arena que la mayoría de la gente habrá visto". A pesar de las reservas sobre las nuevas canciones de U2, Hastings elogió al grupo por usar las imágenes para hacer que la naturaleza personal de las canciones conecte con la audiencia. Él dijo: "Las canciones florecen a medida que sus significados emergen a través de los píxeles tanto como las letras". "Canciones que van de lo empalagoso a lo fascinante", pero pensó que la banda "da un gran y reflexivo son et lumière". Dorian Lynskey de Q dijo: "Al igual que Zoo TV y 360° reinventaron el rock de estadio, esta gira ofreció un vistazo al futuro de los espectáculos en estadios".
En los premios Pollstar de 2016, U2 ganó el premio a la producción escénica más creativa. La banda recibió nominaciones a Mejor gira en los iHeartRadio Music Awards de 2016, y a Mejor artista de gira en los Billboard Music Awards de 2016.

## Setlist recurrente
1. The Miracle (of Joey Ramone)
2. The Electric Co.
3. Vertigo
4. I Will Follow
5. Iris (Hold Me Close)
6. Cedarwood Road
7. Song For Someone
8. Sunday Bloody Sunday
9. Raised By Wolves
10. Until the End of the World
11. The Fly (grabación) - Interludio
12. Invisible
13. Even Better Than The Real Thing
14. Mysterious Ways
15. Elevation
16. Ordinary Love
17. Every Breaking Wave
18. October
19. Bullet the Blue Sky
20. Zooropa
21. Where the Streets Have No Name
22. Pride (In the Name of Love)
23. With or Without You
24. City of Blinding Lights
25. Beautiful Day
26. One

### Canciones más tocadas
- Beautiful Day (76 veces)
- Bullet the Blue Sky (76 veces)
- Cedarwood Road (76 veces)
- Even Better Than The Real Thing (76 veces)
- Every Breaking Wave (76 veces)
- I Will Follow (76 veces)
- Invisible (76 veces)
- Iris (Hold Me Close) (76 veces)
- Mysterious Ways (76 veces)
- Pride (In the Name of Love) (76 veces)
- Raised By Wolves (76 veces)
- Song For Someone (76 veces)
- Sunday Bloody Sunday (76 veces)
- The Miracle (of Joey Ramone) (76 veces)
- Until the End of the World (76 veces)
- Vertigo (76 veces)
- Where the Streets Have No Name (76 veces)
- With or Without You (76 veces)
- City of Blinding Lights (74 veces)
- October (42 veces)

## Fechas
| Norteamérica             |                |                |                       |
| 14 de mayo de 2015       | Vancouver      | Canadá         | Rogers Arena          |
| 15 de mayo de 2015       | Vancouver      | Canadá         | Rogers Arena          |
| 18 de mayo de 2012       | San José       | Estados Unidos | SAP Center            |
| 19 de mayo de 2015       | San José       | Estados Unidos | SAP Center            |
| 22 de mayo de 2015       | Phoenix        | Estados Unidos | US Airways Center     |
| 23 de mayo de 2015       | Phoenix        | Estados Unidos | US Airways Center     |
| 26 de mayo de 2015       | Inglewood      | Estados Unidos | The Forum             |
| 27 de mayo de 2015       | Inglewood      | Estados Unidos | The Forum             |
| 28 de mayo de 2015       | West Hollywood | Estados Unidos | The Roxy              |
| 30 de mayo de 2015       | Inglewood      | Estados Unidos | The Forum             |
| 31 de mayo de 2015       | Inglewood      | Estados Unidos | The Forum             |
| 3 de junio de 2015       | Inglewood      | Estados Unidos | The Forum             |
| 6 de junio de 2015       | Denver         | Estados Unidos | Pepsi Center          |
| 7 de junio de 2015       | Denver         | Estados Unidos | Pepsi Center          |
| 12 de junio de 2015      | Montreal       | Canadá         | Centre Bell           |
| 13 de junio de 2015      | Montreal       | Canadá         | Centre Bell           |
| 16 de junio de 2015      | Montreal       | Canadá         | Centre Bell           |
| 17 de junio de 2015      | Montreal       | Canadá         | Centre Bell           |
| 24 de junio de 2015      | Chicago        | Estados Unidos | United Center         |
| 25 de junio de 2015      | Chicago        | Estados Unidos | United Center         |
| 28 de junio de 2015      | Chicago        | Estados Unidos | United Center         |
| 29 de junio de 2015      | Chicago        | Estados Unidos | United Center         |
| 2 de julio de 2015       | Chicago        | Estados Unidos | United Center         |
| 6 de julio de 2015       | Toronto        | Canadá         | Air Canada Centre     |
| 7 de julio de 2015       | Toronto        | Canadá         | Air Canada Centre     |
| 10 de julio de 2015      | Boston         | Estados Unidos | TD Garden             |
| 11 de julio de 2015      | Boston         | Estados Unidos | TD Garden             |
| 14 de julio de 2015      | Boston         | Estados Unidos | TD Garden             |
| 15 de julio de 2015      | Boston         | Estados Unidos | TD Garden             |
| 18 de julio de 2015      | Nueva York     | Estados Unidos | Madison Square Garden |
| 19 de julio de 2015      | Nueva York     | Estados Unidos | Madison Square Garden |
| 22 de julio de 2015      | Nueva York     | Estados Unidos | Madison Square Garden |
| 23 de julio de 2015      | Nueva York     | Estados Unidos | Madison Square Garden |
| 26 de julio de 2015      | Nueva York     | Estados Unidos | Madison Square Garden |
| 27 de julio de 2015      | Nueva York     | Estados Unidos | Madison Square Garden |
| 30 de julio de 2015      | Nueva York     | Estados Unidos | Madison Square Garden |
| 31 de julio de 2015      | Nueva York     |                | Madison Square Garden |
| Europa                   |                |                |                       |
| 4 de septiembre de 2015  | Turín          | Italia         | Palasport Olimpico    |
| 5 de septiembre de 2015  | Turín          | Italia         | Palasport Olimpico    |
| 8 de septiembre de 2015  | Ámsterdam      | Países Bajos   | Ziggo Dome            |
| 9 de septiembre de 2015  | Ámsterdam      | Países Bajos   | Ziggo Dome            |
| 12 de septiembre de 2015 | Ámsterdam      | Países Bajos   | Ziggo Dome            |
| 13 de septiembre de 2015 | Ámsterdam      | Países Bajos   | Ziggo Dome            |
| 16 de septiembre de 2015 | Estocolmo      | Suecia         | Globen Arena          |
| 17 de septiembre de 2015 | Estocolmo      | Suecia         | Globen Arena          |
| 21 de septiembre de 2015 | Estocolmo      | Suecia         | Globen Arena          |
| 22 de septiembre de 2015 | Estocolmo      | Suecia         | Globen Arena          |
| 24 de septiembre de 2015 | Berlín         | Alemania       | O2 World              |
| 25 de septiembre de 2015 | Berlín         | Alemania       | O2 World              |
| 28 de septiembre de 2015 | Berlín         | Alemania       | O2 World              |
| 29 de septiembre de 2015 | Berlín         | Alemania       | O2 World              |
| 5 de octubre de 2015     | Barcelona      | España         | Palau Sant Jordi      |
| 6 de octubre de 2015     | Barcelona      | España         | Palau Sant Jordi      |
| 9 de octubre de 2015     | Barcelona      | España         | Palau Sant Jordi      |
| 10 de octubre de 2015    | Barcelona      | España         | Palau Sant Jordi      |
| 13 de octubre de 2015    | Amberes        | Bélgica        | Sportpaleis           |
| 14 de octubre de 2015    | Amberes        | Bélgica        | Sportpaleis           |
| 17 de octubre de 2015    | Colonia        | Alemania       | Lanxess Arena         |
| 18 de octubre de 2015    | Colonia        | Alemania       | Lanxess Arena         |
| 25 de octubre de 2015    | Londres        | Inglaterra     | O2 Arena              |
| 26 de octubre de 2015    | Londres        | Inglaterra     | O2 Arena              |
| 29 de octubre de 2015    | Londres        | Inglaterra     | O2 Arena              |
| 30 de octubre de 2015    | Londres        | Inglaterra     | O2 Arena              |
| 2 de noviembre de 2015   | Londres        | Inglaterra     | O2 Arena              |
| 3 de noviembre de 2015   | Londres        | Inglaterra     | O2 Arena              |
| 6 de noviembre de 2015   | Glasgow        | Inglaterra     | The Hydro             |
| 7 de noviembre de 2015   | Glasgow        | Inglaterra     | The Hydro             |
| 10 de noviembre de 2015  | París          | Francia        | Bercy                 |
| 11 de noviembre de 2015  | París          | Francia        | Bercy                 |
| 18 de noviembre de 2015  | Belfast        | Irlanda        | Odyssey Arena         |
| 19 de noviembre de 2015  | Belfast        | Irlanda        | Odyssey Arena         |
| 23 de noviembre de 2015  | Dublín         | Irlanda        | 3Arena                |
| 24 de noviembre de 2015  | Dublín         | Irlanda        | 3Arena                |
| 27 de noviembre de 2015  | Dublín         | Irlanda        | 3Arena                |
| 28 de noviembre de 2015  | Dublín         | Irlanda        | 3Arena                |
| 6 de diciembre de 2015   | París          | Francia        | Bercy                 |
| 7 de diciembre de 2015   | París          | Francia        | Bercy                 |